# Portret nieznanego mężczyzny (obraz El Greca z 1607)
Portret nieznanego mężczyzny – obraz olejny autorstwa hiszpańskiego malarza pochodzenia greckiego Dominikosa Theotokopulosa, znanego jako El Greco. Obraz jest sygnowany: domènikos theoto (?) epoíei.
Portret przedstawia mężczyznę o nieznanej tożsamości. Autorstwo El Greca nigdy nie było podważane a portret ma wszystkie cechy charakterystyczne dla innych portretów artysty: psychologiczne napięcie uwidocznione w intensywnym spojrzeniu modela, wydłużone formy i sposób nałożenia farb. Portret jest wykończony, mężczyzna zwrócony jest ku widza, prawą rękę ma zatkana za pas. Tradycyjnie ubrany jest w czarny strój zlewający się z tłem, z dużą białą kryzą i z białymi mankietami.